# San Isidro (San Isidro)
San Isidro è un distretto della Costa Rica, capoluogo del cantone omonimo, nella provincia di Heredia.
San Isidro comprende 7 rioni (barrios):
- Aguacate
- Barrio San Bosco
- Barrio Socorro
- La Cooperativa
- Quebradas (parte)
- San Francisco
- Santa Cruz